# Casa Folch i Torres
La casa Folch i Torres és un edifici noucentista i un dels edificis més emblemàtics de Palau-solità i Plegamans. S'aixeca a la banda esquerra de l'Avinguda Catalunya durant els anys 20 del segle xx. Va pertànyer a l'escriptor Josep Maria Folch i Torres, el qual la va ordenar construir com a casa d'estiueig. L'any 2008 va ser declarada com a Bé cultural d'interès local (BCIL). La torre i el jardí pertanyen a l'Ajuntament i la part restant de la casa és d'ús privat.

## Història
Cap al 1920 Palau de Plegamans va començar a poblar-se a l'estiu de famílies benestants. Aquesta casa va pertànyer a l'escriptor Josep Maria Folch i Torres. Des de l'inici de la construcció semptre era molt atent a tots els detalls, fins i tot, va ser ell mateix que va donar les primeres idees de com seria la casa. S'hi estaven als estius i segons recorden els seus familiars, gran part de la seva obra literària hi va ser escrita. Al jardí d'aquesta casa es va fer construir un escenari i una platea, i obsequiava als seus amics alguna de les seves obres de teatre. És una casa que ha estat reformada i ampliada moltes vegades d'ençà de la construcció.
La torre annexa (que actualment pertany a l'Ajuntament) es va construir a l'any 1924-1925 i el jardí va ser concebut l'any 1923, es va pensar com a jardí mediterrani d'influència italiana, segons els canons noucentistes del moment. L'agost de 2001, es fan obres de conservació i reformes.

## Edifici
L'edifici és al carrer del Castell, encara que la parcel·la també dona front a l'Avinguda de Catalunya. A l'entorn hi ha edificis de baixa alçada, principalment habitatges unifamiliars i habitatges plurifamiliars de baixa densitat. En l'actualitat, pràcticament tot l'antic jardí de la casa és propietat de l'Ajuntament, i està qualificat de verd públic.
La casa està situada en un solar de pendent pronunciat i té accés pels dos carrers. L'edificació està formada per un cos principal amb subterrani, i de planta baixa i pis, i per una torre adossada de tres plantes. Cal destacar que anteriorment va ser dividida en dos habitatges. És d'especial interès l'acurat treball de disseny del jardí.
Originàriament, l'estructura era de murs portants de maó i forjats d'entrebigat de fusta.
La coberta està inclinada a quatre vessants i té una teula àrab, tant a la casa com a la torre. A la casa el carener és paral·lel a la façana principal.
En la façana principal de la casa destaca l'ordre compositiu, al centre de la qual hi ha la porta d'accés i a cada banda dues finestres, la de l'esquerra una mica més petita que la de la dreta. A la planta pis, hi ha tres obertures rectangulars que coincideixen verticalment amb les obertures de la planta baixa. Totes tres són de la mateixa forma i mida que la finestra de la planta baixa. El disseny de les finestres mostra un tractament de la llinda amb unes reminiscències de l'estil gòtic, que les fa destacar del fons blanc de les parets. La resta de façanes, tant de la casa com de la torre, es caracteritzen per tenir un clar ordre compositiu i en alguns casos un eix de simetria.